# Sanne van Kerkhof
Sanne van Kerkhof (Voorburg, 27 maart 1987) is een voormalig Nederlands shorttrackster. Ze is de oudere zus van shorttrackster Yara van Kerkhof.

## Biografie
In 2003 (Boedapest), 2005 (Belgrado) en 2006 (Miercurea Ciuc) nam ze namens Nederland deel aan het wereldkampioenschap voor junioren. Vanaf 2006 was ze lid van de Nationale trainingselectie shorttrack. In 2005 nam ze deel aan de ISU wereldbeker in het Slowaakse Spišská Nová Ves waarna ze nog vele malen meedeed aan wereldbekers. Onder andere verbeterde ze een keer het Nederlands record en veroverde een bronzen medaille in december 2010.
Op 18 januari 2009 veroverde zij met het damesrelayteam brons op het EK shorttrack in Turijn. Van Kerkhof werd met het Nederlandse damesteam zesde bij het WK teams in Heerenveen op 15 maart 2009. Op het Nederlands kampioenschap shorttrack 2009 veroverde ze de bronzen medaille. In november 2009 kwalificeerde ze zich met haar team voor de Olympische Winterspelen in Vancouver 2010. De kwalificatiewedstrijden vonden plaats in Montréal en Marquette. In Marquette werd tevens het nationaal record aangescherpt. Op 24 januari 2010 veroverde Van Kerkhof met het relayteam tijdens het Europees kampioenschap in Dresden opnieuw brons. Tijdens de Olympische Spelen van Vancouver wist Van Kerkhof met haar team de B-finale winnend af te sluiten. In het klassement werden de Nederlandse dames (Annita van Doorn, Jorien ter Mors, Maaike Vos en Sanne van Kerkhof) vierde.
Het seizoen 2010-2011 was voor Van Kerkhof met de aflossingsploeg een zeer succesvolle. Tijdens de Europese kampioenschappen in eigen land (Thialf, Heerenveen) verzekerde de Nederlandse ploeg (Jorien ter Mors, Annita van Doorn, Yara van Kerkhof en Sanne van Kerkhof) zich van de Europese titel, het eerste goud voor Nederland bij een EK in de historie. Bij de wereldkampioenschappen in Sheffield stuntte de ploeg met zilver, achter China. Eerder dat seizoen won de ploeg bij wereldbekerwedstrijden in Changchun, China, brons op de aflossing. Dat was voor de Nederland de eerste medaille in acht jaar in de wereldbeker. In 2011 werden Van Kerkhof en haar ploeggenotes beloond met de Peter van der Velde-bokaal voor de Europese titel en het zilver bij de WK op de aflossing.
Van Kerkhof werd met haar ploeggenoten door NOC*NSF genomineerd voor sportploeg van het jaar 2011. Op 29 januari 2012 prolongeerde Van Kerkhof met het relayteam (Annita van Doorn, Jorien ter Mors, Yara van Kerkhof en Sanne van Kerkhof) de Europese titel in Mladá Boleslav (Tsjechië). Het relayteam versloeg Italië en Hongarije.
Op 20 januari 2013 veroverde Van Kerkhof in het Zweedse Malmö voor de derde achtereenvolgende keer met het relayteam de Europese titel. Samen met Jorien ter Mors, Yara van Kerkhof en Lara van Ruijven werd het Duitse en Poolse team verslagen. Met hetzelfde team werd in februari 2013 tijdens de Worldcup in Dresden de gouden medaille veroverd. Op de olympische kwalificatietoernooien in Turijn en Kolomna in november 2013 stelde Van Kerkhof samen met haar zus Yara haar deelname aan haar tweede Olympische Spelen veilig. Ze nam deel op de relay maar het Nederlandse team werd gediskwalificeerd.
Op 19 januari 2014 behaalde Van Kerkhof in Dresden (Duitsland) met het Nederlandse relayteam (Jorien ter Mors, Sanne van Kerkhof, Yara van Kerkhof en Lara van Ruijven) voor de vierde achtereenvolgende keer de Europese titel. In de finale werden de Britten en de Hongaren verslagen. Nog nooit in de geschiedenis van de Europese kampioenschappen shorttrack wist een land vier keer op een rij het kampioenschap binnen te halen. Voor Van Kerkhof was dit haar laatste Europese kampioenschap. Op het wereldkampioenschap in Montreal schaatste Van Kerkhof haar laatste wedstrijd voor het nationale team. Met een persoonlijke recordtijd van 4.10,358 werd zij met haar team vijfde op de aflossing.
Op 24 januari 2015 nam Sanne, tijdens de Europese kampioenschappen shorttrack in Dordrecht, afscheid van de wedstrijdsport. Uit handen van Sippie Tigchelaar, lid van het algemeen bestuur van de KNSB, ontving zij de gouden speld van de KNSB voor haar verdiensten voor het shorttrack.

### Privéleven
Sanne en haar zus Yara bezochten beide het Alfrink College, waar hun vader leraar aardrijkskunde was. Van Kerkhof heeft een relatie gehad met Ireen Wüst. Ze studeerde sociaalpedagogische hulpverlening aan de Stenden Hogeschool in Leeuwarden en behaalde in 2012 haar bachelordiploma.

## Persoonlijke records
| Afstand              | Tijd     | Datum      | Baan           | Land | Extra                                                     |
| -------------------- | -------- | ---------- | -------------- | ---- | --------------------------------------------------------- |
| 500 meter            | 44,405   | 05-01-2013 | Amsterdam      | NED  |                                                           |
| 1000 meter           | 1.32,638 | 30-10-2010 | Quebec         | CAN  |                                                           |
| 1500 meter           | 2.26,824 | 21-10-2011 | Salt Lake City | USA  |                                                           |
| 3000 meter           | 5.16,805 | 22-03-2009 | Zoetermeer     | NED  |                                                           |
| 3000 meter aflossing | 4.10,358 | 14-03-2014 | Montreal       | CAN  | met Yara van Kerkhof, Lara van Ruijven en Jorien ter Mors |

## Prestaties

### Olympische Spelen
- 8e 3000m aflossing 2014 Sotsji, Rusland
- 4e 3000m aflossing 2010 Vancouver, Canada

### Wereldkampioenschappen
- 3000m aflossing 2011 Sheffield, Engeland

### Europese kampioenschappen
- 3000m aflossing 2014 Dresden, Duitsland
- 3000m aflossing 2013 Malmö, Zweden
- 3000m aflossing 2012 Mladá Boleslav, Tsjechië
- 3000m aflossing 2011 Heerenveen, Nederland
- 3000m aflossing 2010 Dresden, Duitsland
- 3000m aflossing 2009 Turijn, Italië

### Wereldbeker
- 3000m aflossing 2013 Dresden, Duitsland
- 3000m aflossing 2012 Moskou, Rusland
- 3000m aflossing 2010 Changchun, China

### Nederlandse kampioenschappen
- 3000m aflossing 2013 Amsterdam
- 3000m aflossing 2012 Heerenveen
- 3000m aflossing 2011 Groningen
- 3000m aflossing 2009 Zoetermeer +  klassement
- 3000m aflossing 2008 Amsterdam
- 3000m aflossing 2007 Den Haag